# Gerry Browne
Gerry Browne (9 dicembre 1944) è un ex calciatore trinidadiano, di ruolo attaccante.

## Carriera

### Club
Browne dopo aver giocato in patria, si trasferì nella stagione 1968 negli Stati Uniti d'America per militare nei Washington Darts, franchigia dell'American Soccer League, vincendo il torneo. Bissò il successo anche nel campionato seguente, battendo in finale i Syracuse Scorpions.
Nel 1970 i Darts si trasferirono nella North American Soccer League, con cui raggiunse la finale della North American Soccer League 1970, persa contro i Rochester Lancers. Browne giocò la finale di ritorno del 13 settembre 1970 da titolare, segnando anche una rete nell'inutile vittoria per 3-1 contro i Lancers.

### Nazionale
Browne giocò con la nazionale di calcio di Trinidad e Tobago quattro incontri tra il 1965 ed il 1967, segnando una rete.

## Statistiche

### Cronologia presenze e reti in Nazionale
| Cronologia completa delle presenze e delle reti in nazionale ― Trinidad e Tobago | Cronologia completa delle presenze e delle reti in nazionale ― Trinidad e Tobago | Cronologia completa delle presenze e delle reti in nazionale ― Trinidad e Tobago | Cronologia completa delle presenze e delle reti in nazionale ― Trinidad e Tobago | Cronologia completa delle presenze e delle reti in nazionale ― Trinidad e Tobago | Cronologia completa delle presenze e delle reti in nazionale ― Trinidad e Tobago | Cronologia completa delle presenze e delle reti in nazionale ― Trinidad e Tobago | Cronologia completa delle presenze e delle reti in nazionale ― Trinidad e Tobago |
| Data                                                                             | Città                                                                            | In casa                                                                          | Risultato                                                                        | Ospiti                                                                           | Competizione                                                                     | Reti                                                                             | Note                                                                             |
| -------------------------------------------------------------------------------- | -------------------------------------------------------------------------------- | -------------------------------------------------------------------------------- | -------------------------------------------------------------------------------- | -------------------------------------------------------------------------------- | -------------------------------------------------------------------------------- | -------------------------------------------------------------------------------- | -------------------------------------------------------------------------------- |
| 14-3-1965                                                                        | Paramaribo                                                                       | Suriname                                                                         | 6 – 1                                                                            | Trinidad e Tobago                                                                | Qual. Mondiali 1966                                                              | -                                                                                |                                                                                  |
| 8-3-1967                                                                         | Tegucigalpa                                                                      | Haiti                                                                            | 2 – 3                                                                            | Trinidad e Tobago                                                                | Qual. Campionato CONCACAF 1967                                                   | 1                                                                                |                                                                                  |
| 12-3-1967                                                                        | Tegucigalpa                                                                      | Honduras                                                                         | 4 – 0                                                                            | Trinidad e Tobago                                                                | Qual. Campionato CONCACAF 1967                                                   | -                                                                                |                                                                                  |
| 14-3-1967                                                                        | Tegucigalpa                                                                      | Honduras                                                                         | 2 – 0                                                                            | Trinidad e Tobago                                                                | Qual. Campionato CONCACAF 1967                                                   | -                                                                                |                                                                                  |
| Totale                                                                           |                                                                                  | Presenze                                                                         | 4                                                                                |                                                                                  | Reti                                                                             | 1                                                                                |                                                                                  |

## Palmarès
- American Soccer League: 2

Washington Darts: 1968, 1969